# Poseritz
Poseritz ist eine Ortschaft und eine Gemeinde im Landkreis Vorpommern-Rügen auf der Insel Rügen in Mecklenburg-Vorpommern. Die Gemeinde wird vom Amt Bergen auf Rügen mit Sitz in der gleichnamigen Stadt verwaltet.

## Geografie und Verkehr
Poseritz liegt im Süden des Muttlandes der Insel Rügen direkt am Strelasund. Durch den Ort Poseritz führt die Landesstraße 29 von Garz/Rügen zur Strelasundquerung.
Umgeben wird Poseritz von den Nachbargemeinden Samtens im Norden, Garz/Rügen im Osten und Südosten (teilweise Seegrenze), Sundhagen im Süden (Seegrenze) sowie Gustow im Westen.

### Ortsteile
Zur Gemeinde Poseritz gehören die Ortsteile:
| - Beihof - Datzow - Glutzow-Hof - Glutzow-Siedlung - Grabow - Groß-Stubben - Luppath | - Mellnitz - Mellnitz-Siedlung - Neparmitz - Neparmitz-Ausbau - Poseritz (Kernort) - Poseritz Hof - Poseritz-Ausbau | - Puddemin - Renz - Swantow - Üselitz - Venzvitz - Wulfsberg - Zeiten |

## Geschichte
Das Gemeindegebiet war bis 1326 Teil des Fürstentums Rügen und danach des Herzogtums Pommern. Mit dem Westfälischen Frieden von 1648 wurde Rügen ein Teil von Schwedisch-Pommern. 1815 kam es als Teil von Neuvorpommern zur preußischen Provinz Pommern.
Seit 1818 gehörte die Gemeinde zum Kreis bzw. Landkreis Rügen. Nur von 1952 bis 1955 hieß er Kreis Putbus. Die Gemeinde gehörte danach bis 1990 zum Kreis Rügen im Bezirk Rostock. Der seit 1990 wieder so bezeichnete Landkreis Rügen ging 2011 im Landkreis Vorpommern-Rügen auf.
Beihof:: Beihof hatte Mitte des 19. Jahrhunderts elf Einwohner und zwei Höfe.
Datzow:: Die Ersterwähnung ist mit 1314 belegt, unter Datsowe. In Datzow ansässig war die Grundbesitzerfamilie der Clawes Kak, früheste deutsche Einwanderer, welchen im alten Fürstentum Rügen sesshaft wurden. Zum Gut Datzow gehörte ein Güterkomplex mit Bornkathen, Gröningsbrink und Trinwerder. Ab etwa 1723 ging die Besitzung in die Hände der Familie von Schmiterlöw. Sie stellten mit Ceorg Christian von auch einen Landrat. Ein nachfolgender bürgerlicher Besitzer hieß Ernst Thormann, danach Gertrud Thormann.
Groß Stubben:: Die Ortshistorie ist eng mit der Geschichte des Gutes verbunden, welches über viele Generationen der alten rügischen Adelsfamilie von Gagern gehörte. Groß Stubben war Teil des Gutskomplexes Frankenthal bei Samtens. Ein Grundbesitzer auf Groß Stubben, mit Anteil in Gröningsbrink, wurde der Offizier Paul von Gagern (1870–1934), zuletzt Oberstleutnant, dann folgte sein Bruder als Erbe. Letzte Gutsherren waren somit Oberst z. D. Alexander von Gagern-Frankenthal (1873–1937), liiert mit Irmgard von Hofmann, sie lebte als Witwe in Groß Stubben, und dann deren zweiter Sohn, der in Berlin tätige Rechtsanwalt August-Wilhelm von Gagern (1907–1944), verheiratet mit Elisabeth Gräfin Bassewitz-Perlin (Jg. 1906). Gut Groß Stubben hatte um 1940 etwa 137 ha Größe. Die Witwe Elisabeth von Gagern wurde Buchhändlerin und blieb nach der Enteignung in Schwerin wohnhaft.
Luppath wird 1730 zunächst als Stralsundischer kleiner Hof betitelt und „ist vom neuem wieder erbauet“, dann als gutsherrliches Vorwerk bezeichnet, es gehörte zum Kirchspiel Poseritz. 1841 lebten dort 21 Seelen. 1939 gehörte das nunmehr 147 ha gesamt große Gut Luppath zu 2/3 dem Gewandhaus Stralsund und zu einem Drittel der Gyldenhusensche Vikarie Stralsund, Pächter war Ernst Gronow.
Mellnitz:: Das Gutshaus stammt von um 1830, errichtet auf einem älteren Kellergewölbe. Gut Mellnitz wurde später fiskalischer Besitz der Stadt Stralsund.
Neparmitz hatte als Gutsdorf viele Besitzer. Das in der zweiten Hälfte des 19. Jahrhunderts für Ehrenfried Gustav Holz errichtete Gutshaus Neparmitz gehörte ab um 1900 bis 1945 der Familie Wahnschaffe. Durch Leerstand nach 1990 und Vandalismus verfällt die Anlage.
Poseritz war ein langjähriges Gut der Familien von Zuhm und von Ahnen. Die Marien-Kirche aus Backstein entstand als einschiffiges Langhaus bis 1325, das Kreuzrippengewölbe, der Chor und der Turm bis um 1450.
Puddemin wurde erstmals 1314 erwähnt. Die vier Großsteingräber stammen aus der späten Jungsteinzeit. 1577 besaß die Stadt Stralsund den Ort. 1637 waren sechs Bauernhöfe vorhanden. Ein Hallenhaus stammt von 1681 und ist seit 2013 Teil des Museumshofes Puddemin Rügen.
Renz: 1582 ließ Erich von Kahlden, der Gutsbesitzer von Groß Schoritz in Renz das Renaissance-Herrenhaus erbauen. Es gehört damit zu den ältesten Gutshäusern Rügens. Das zweigeschossige Haus hat einen Treppenturm und hat den Charakter eines festen Hauses. Gut Renz gehörte mit 371 ha 1945 der Familie von der Lancken, die dann enteignet wurde. Im Gutshaus wurden Flüchtlinge der Ostgebiete untergebracht.
Swantow: Die St.-Stephanus-Kirche wurde seit dem 14. Jahrhundert aus Back- und Feldsteinen gebaut; bis 1469 der Chor, danach das Langhaus und um 1500 der Fachwerkturm.
Üselitz wurde 1311 als Uselitze erstmals urkundlich erwähnt. Gutsbesitzer waren u. a. die Herzöge von Pommern, dann die Familien von Zuhme (ab 1562), von Ahnen (ab 1644), Putbus (ab 1664), von Normann (ab Ende des 17. Jh.), von Langen (ab 1706 bis 1939). Freiherr Carl-Friedrich von Langen – wohnhaft in Parow – war 1928 der erste deutsche Olympiasieger im Spring- und Dressurreiten. Das Herrenhaus Üselitz stammt von nach 1580.
Venzvitz wurde vor allem geprägt durch das herrschaftliche Rittergut der Familie von Usedom. Des Weiteren gehörte das Gut der 1648 in den schwedischen Adelsstand erhobenen Familie Rosenhand. Am Anfang des 20. Jahrhunderts ist mit Frau Kammerherr Marie von der Lancken, geborene von Berg-Silenz (1855–1938), auf Lanckensburg, eine Gutsbesitzerin hier nachgewiesen. Der Besitz, mit Cabelow und Goldberg, blieb oft verpachtet, Umfang 496 ha.
Wulfsberg bestand wie viele Ortschaften aus der Gemeinde und dem Gut, dieser kleine Besitz mit 86 ha hatte noch anteilig Flächen in Garz.
Zeiten: In Zeiten bestand eine königliche Domaine, 216 ha groß. Diese war in Pacht, 1914 an Otto Mauritz, als Verwalter agierte der Administrator P. F. Mann.

## Politik
Von den zehn Gemeindevertretern, die bei der Kommunalwahl am 25. Mai 2014 gewählt wurden, gehören sieben der „Wählergemeinschaft Poseritz“ an, zwei dem „Bündnis für Rügen“ und einer der CDU.

### Dienstsiegel
Die Gemeinde verfügt über kein amtlich genehmigtes Hoheitszeichen, weder Wappen noch Flagge. Als Dienstsiegel wird das kleine Landessiegel mit dem Wappenbild des Landesteils Vorpommern geführt. Es zeigt einen aufgerichteten Greifen mit aufgeworfenem Schweif und der Umschrift „GEMEINDE POSERITZ“.

## Sehenswürdigkeiten
- Evangelische Dorfkirche St. Marien der Backsteingotik: 1302 bis 1325 das Langhaus, um 1450 Chor und Turm von, nach 1989 saniert.
- Evangelische St. Stephanus-Kirche Swantow, gotischer Chor von 1469 und danach das Langhaus mit Kreuzrippengewölbe sowie um 1500 der Fachwerkturm auf Feldsteinsockel.
- Herrenhaus Üselitz von nach 1580
- Puddemin: Wasserwanderrastplatz und Naturhafen
- Gut Neparmitz: Zweigeschossiges Herrenhaus von 1885 mit Mezzaningeschoss
- Mellnitz-Üselitzer Wiek

## Wirtschaft
In Poseritz sind vorwiegend landwirtschaftliche Betriebe und kleine Gewerbe ansässig.

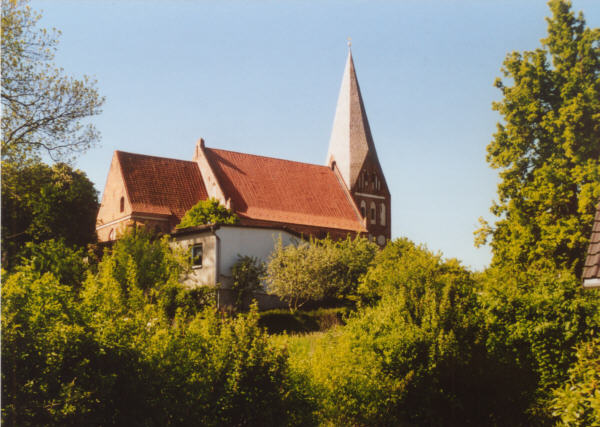
St. Marien, evangelische Kirche in Poseritz
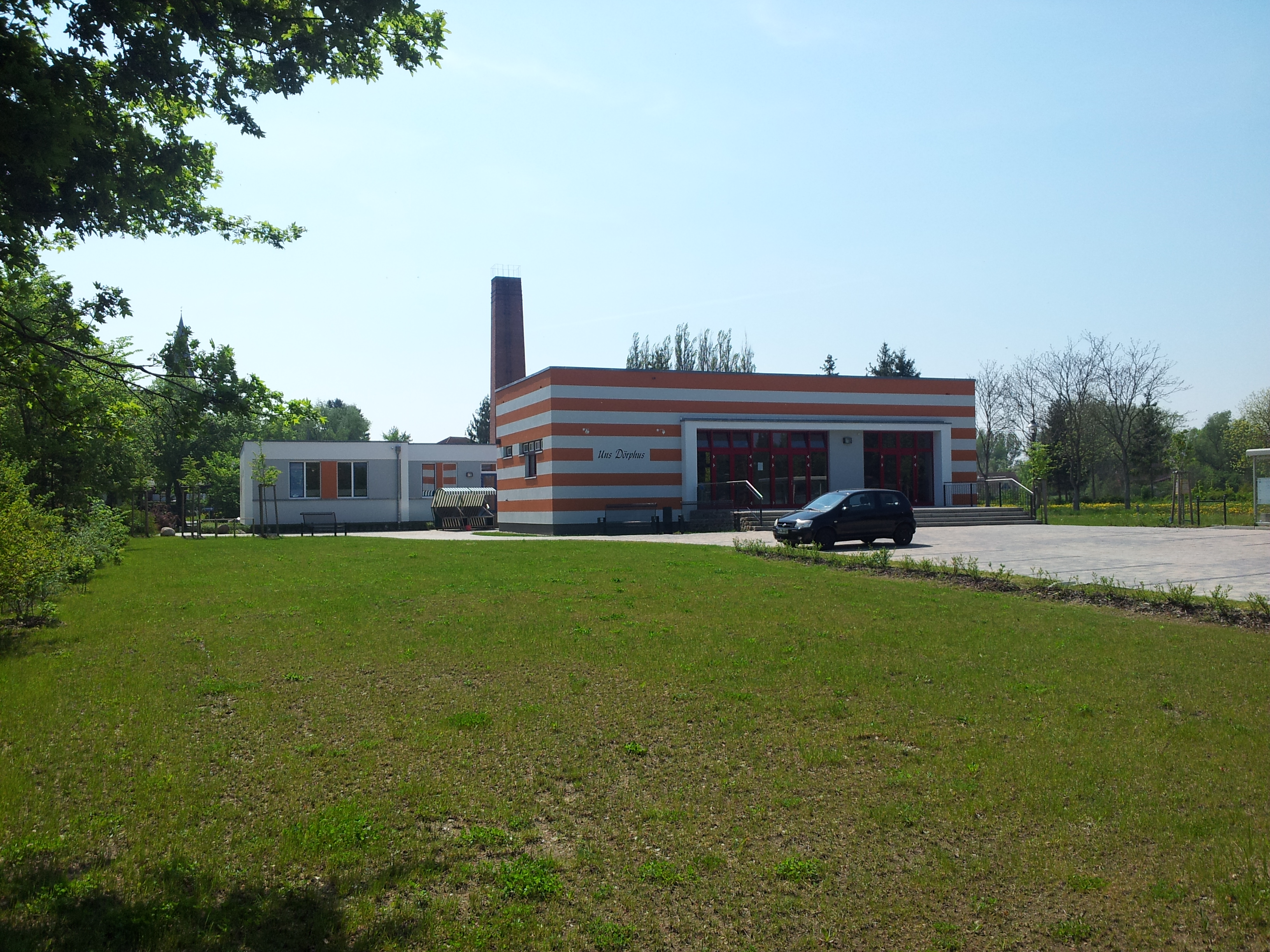
Dorfgemeinschaftshaus (ehemalige Schule) in Poseritz
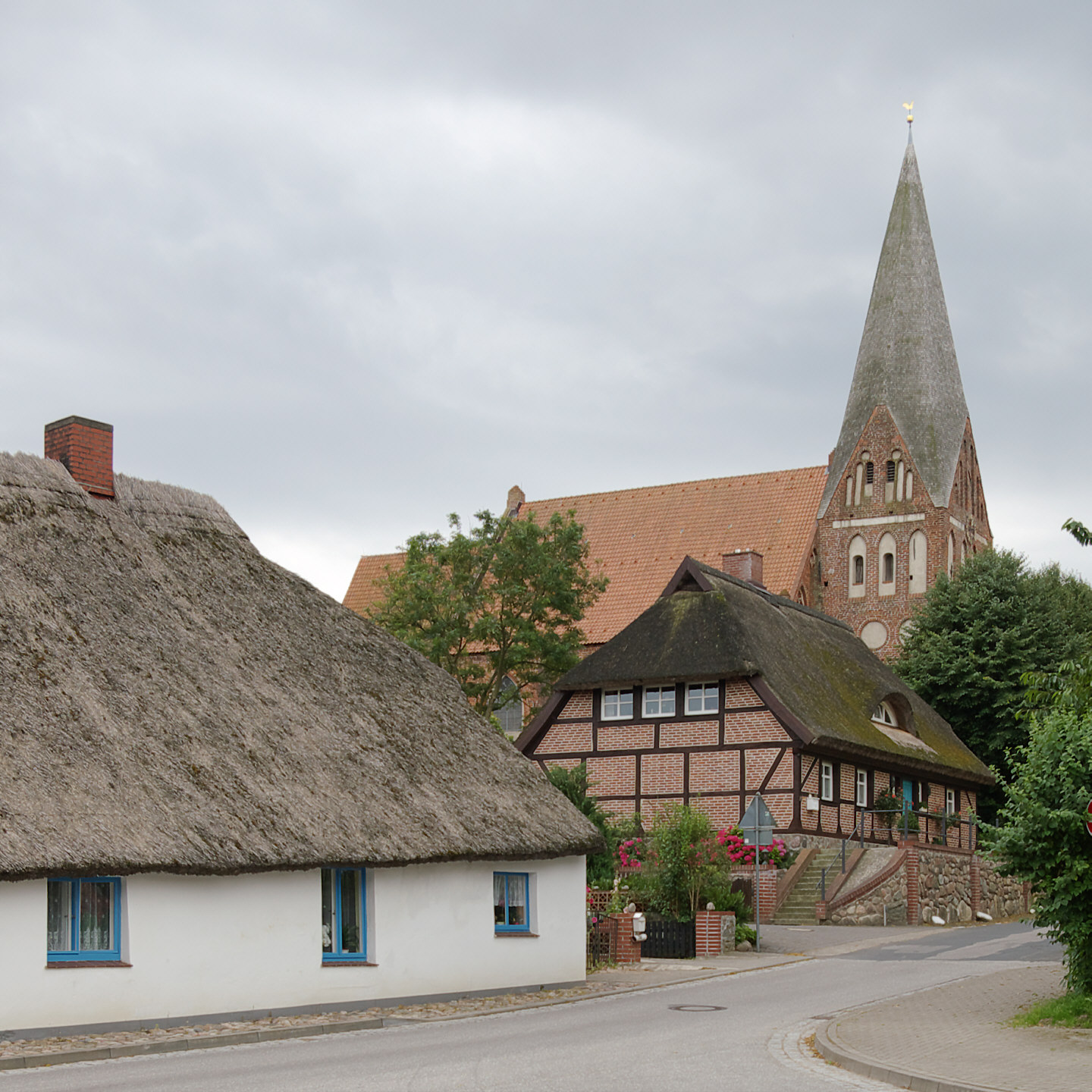
Pfarrwitwenhaus und Kirche St. Marien in Poseritz

Die Schule wurde 2010 teilweise abgerissen, umgebaut und wird jetzt als Gemeindezentrum („Uns Dörphus“) genutzt.

## Persönlichkeiten
- Ernst Heinrich Wackenroder (1660–1734), lutherischer Geistlicher, Kirchenhistoriker
- Michael Nestius (1721–1794), Propst in Bergen, aus Swantow
- Adolph Detlef von Usedom (1726–1792), preußischer General, aus Venzvitz
- Christian Pistorius (1763/1765–1823), deutscher Schriftsteller und Übersetzer
- Heinrich Julius Pistorius (1781–1861), Jurist, Bürgermeister von Wolgast
- Ernst Holtz (1854–1935), geb. in Renz, Landrat und Regierungspräsident in Schlesien, Chefpräsident vom Rechnungshof des Deutschen Reiches
- Friedrich Freiherr von Langen (1860–1935), geboren in Üselitz, Rittergutsbesitzer, MdR
- Manfred Kastner (1943–1988), Maler, Grafiker und Bildhauer